# Eva Schul
Eva Schul (Cremona, 3 de fevereiro de 1948) é uma bailarina e coreógrafa brasileira, nascida na Itália.
Filha de judeus húngaros que fugiram da perseguição nazista, nasceu num campo de refugiados e era criança quando sua família chegou ao Brasil, estabelecendo-se em Porto Alegre. Estudou dança na Argentina e no Uruguai. Depois de um ano no New York City Ballet, deixou a companhia por estar insatisfeita com seus rumos. Buscou na década de 1960 uma forma de fazer da dança uma linguagem pessoal, afastando-se assim do balé clássico. Formou o grupo MuDança, que trazia a política para seus espetáculos nos anos 70.
Sua estética se consagrou na década de 1980, quando também passou a atuar na formação de novas gerações de bailarinos. participou da criação dos cursos de Dança e de Teatro do Teatro Guaíra, em Curitiba. Fundou em 1991 a Ânima Cia. de Dança, em Porto Alegre.
Recebeu em 2015 a Ordem do Mérito Cultural.

## Principais coreografias
- Um Berro Gaúcho
- Ecos do Silêncio
- Joplin Blues
- Hall of Mirrors
- Tiro Liro Livre
- Canção da Experiência
- Catch ou Como Segurar um Instante
- Dar Carne à Memória